# تپه قلعه دوشی (قز قلعه سی)
تپه قلعه دوشی (قز قلعه سی) مربوط به دوران‌های تاریخی پس از اسلام است و در شهرستان اراک، بخش مرکزی، روستای نمک کور واقع شده و این اثر در تاریخ ۹ اردیبهشت ۱۳۸۲ با شمارهٔ ثبت ۸۶۰۲ به‌عنوان یکی از آثار ملی ایران به ثبت رسیده است.